# Konrad Wiśniowski
Konrad Wiśniowski (ur. 19 listopada 1958 w Kraśniku Fabrycznym) – oficer polskiej Marynarki Wojennej, a następnie Straży Granicznej w stopniu kontradmirała, magister inżynier nawigator, od 1998 do 2007 roku komendant Morskiego Oddziału Straży Granicznej, odznaczony Srebrnym Krzyżem Zasługi.

## Wykształcenie
Konrad Wiśniowski urodził się 19 listopada 1958 w Kraśniku Fabrycznym. W 1977 roku ukończył Liceum Ogólnokształcące w Kętach. Następnie studiował na Wydziale Nawigacji i Uzbrojenia Okrętowego Wyższej Szkoły Marynarki Wojennej im. Bohaterów Westerplatte w Gdyni, uzyskując w 1982 roku tytuł zawodowy magistra inżyniera oraz otrzymując promocję oficerską na stopień podporucznika marynarki. Jest również absolwentem Wojskowej Akademii Narodowej Armii Ludowej NRD w Dreźnie (1986-1990). W okresie od 2000 do 2001 roku odbył studia podyplomowe z zakresu integracji europejskiej na Uniwersytecie Gdańskim, a także zaliczył Wyższy Kurs Obronny na Wydziale Strategiczno-Obronnym Akademii Obrony Narodowej w Warszawie.

## Przebieg służby
Pierwsze stanowisko – dowódcy działu okrętowego II/III artylerii i broni podwodnej – objął na ORP „Jupiter” w pomorskim dywizjonie okrętów pogranicza w Świnoujściu, po ukończeniu Wyższej Szkoły Marynarki Wojennej. Następnie był na tej jednostce pływającej zastępcą dowódcy. W 1990 roku został starszym oficerem w Sztabie Morskiej Brygady Okrętów Pogranicza w Gdańsku. W 1991 roku w nowo utworzonej Straży Granicznej wyznaczono go zastępcą komendanta pomorskiego dywizjonu Straży Granicznej w Świnoujściu. Od 1994 roku dowodził pomorskim dywizjonem Straży Granicznej. Z dniem 21 października 1998 roku minister spraw wewnętrznych i administracji Janusz Tomaszewski powołał kmdr. Konrada Wiśniowskiego na stanowisko komendanta Morskiego Oddziału Straży Granicznej w Gdańsku. Pod koniec 1998 roku prezydent Aleksander Kwaśniewski odznaczył go Srebrnym Krzyżem Zasługi, natomiast w 2002 roku mianował na stopień kontradmirała Straży Granicznej. 29 czerwca 2007 roku został zdymisjonowany przez ministra spraw wewnętrznych i administracji Janusza Kaczmarka i przeniesiony do dyspozycji komendanta głównego Straży Granicznej.

## Odznaczenia
- Srebrny Krzyż Zasługi – 1998[2]
- Brązowy Krzyż Zasługi – 1995[3]
- Krzyż „Pro Mari Nostro” (LMR)[4]